# Gilbert Gil
Ne doit pas être confondu avec Gilberto Gil.
Gilbert Gil, nom de scène de Gilbert Jean Alphonse Moreau, né le 7 septembre 1913 à Goussainville (Seine-et-Oise) et mort le 25 août 1988  à Maisons-Laffitte (Yvelines), est un acteur français.

## Biographie
Gilbert Gil a été un second rôle cinématographique entre 1934 et 1939, on lui donnait souvent des emplois de jeune homme séduisant. Il est notamment apparu dans Mayerling et Pépé le Moko.
N'obtenant plus de rôles au cinéma, il devient moniteur d'auto-école.
Il est inhumé au cimetière de La Garenne-Colombes.

## Filmographie

### Acteur
- 1935 : Mayerling d'Anatol Litvak
- 1936 : Pépé le Moko de Julien Duvivier
- 1936 : Le Coupable de Raymond Bernard
- 1936 : Les Grands de Félix Gandéra et Robert Bibal
- 1936 : Le Mioche de Léonide Moguy
- 1936 : Jeunes Filles de Paris de Claude Vermorel : Georges Levaut
- 1937 : Le Voleur de femmes d'Abel Gance
- 1937 : Abus de confiance d'Henri Decoin
- 1937 : Gribouille de Marc Allégret
- 1937 : Le Cantinier de la coloniale d'Henry Wulschleger
- 1937 : Une femme sans importance ou Le Secret d'une vie de Jean Choux
- 1937 : Le Chanteur de minuit de Léo Joannon
- 1938 : La Glu de Jean Choux :  Marie-Pierre
- 1938 : L'Entraîneuse d'Albert Valentin
- 1939 : Noix de coco de Jean Boyer
- 1940 : De Mayerling à Sarajevo de Max Ophüls
- 1941 : La Nuit de décembre de Kurt Bernhardt
- 1941 : La Symphonie fantastique de Christian-Jaque
- 1941 : Histoire de rire de Marcel L'Herbier
- 1941 : L'Âge d'or de Jean de Limur
- 1941 : Nous les gosses de Louis Daquin
- 1942 : L'assassin a peur la nuit de Jean Delannoy
- 1942 : La Loi du printemps de Jacques Daniel-Norman
- 1942 : Monsieur La Souris de Georges Lacombe
- 1942 : Haut-le-Vent de Jacques de Baroncelli
- 1942 : Secrets de Pierre Blanchar
- 1943 : Pierre et Jean d'André Cayatte
- 1945 : On demande un ménage de Maurice Cam
- 1945 : Leçon de conduite de Gilles Grangier
- 1946 : Le Dernier Sou d'André Cayatte
- 1947 : Brigade criminelle (également réalisateur)
- 1947 : La Dame d'onze heures de Jean-Devaivre
- 1948 : Le Mannequin assassiné de Pierre de Hérain
- 1948 : Ceux du Tchad de Georges Régnier (court métrage)
- 1950 : Né de père inconnu de Maurice Cloche
- 1951 : Les Mousquetaires du roi de Marcel Aboulker et Michel Ferry (film inachevé)
- 1953 : Si Versailles m'était conté... de Sacha Guitry
- 1954 : Napoléon de Sacha Guitry
- 1955 : Si Paris nous était conté de Sacha Guitry
- 1955 : La Madelon de Jean Boyer
- 1956 : Si tous les gars du monde de Christian-Jaque
- 1958 : Ça n'arrive qu'aux vivants de Tony Saytor
- 1960 : En votre âme et conscience de Roger Saltel
- 1960 : Dans la gueule du loup de Jean-Charles Dudrumet
- 1962 : L'assassin viendra ce soir de Jean Maley
- 1962 : Le Temps des copains de Robert Guez (seulement une apparition)
- 1962 : Les Bonnes Causes de Christian-Jaque
- 1962 : Le Glaive et la Balance d'André Cayatte

### Réalisateur
- 1947 : Brigade criminelle

### Télévision
- 1965 : Thierry la Fronde - épisode 34 : Le Signe du sagittaire
- 1966 : Allô Police - saison 2 épisode 1 : rôle du médecin

## Théâtre
- 1935 : Rouge ! d'Henri Duvernois, Théâtre Saint-Georges
- 1937 : Altitude 3200 de Julien Luchaire, mise en scène Raymond Rouleau, Théâtre de l'Étoile
- 1937 : Famille de Denys Amiel et Monique Amiel-Pétry, mise en scène Marcel André, Théâtre Saint-Georges
- 1940 : Histoire de rire d'Armand Salacrou, mise en scène Alice Cocéa, Théâtre de la Michodière
- 1945 : La Vie est belle de Marcel Achard, mise en scène Jean Meyer, Théâtre de la Potinière
- 1946 : Doris de Marcel Thiébaut, mise en scène Pierre Bertin, Théâtre Saint-Georges
- 1950 : Une femme libre d'Armand Salacrou, mise en scène Jacques Dumesnil, Théâtre des Célestins
- 1950 : Mort pour rien d'Alfred Fabre-Luce, mise en scène René Rocher, Théâtre de l'Œuvre
- 1954 : Treize à table de Marc-Gilbert Sauvajon, mise en scène de l'auteur, Théâtre des Célestins
- 1954 : Le Marché aux puces d'André Gillois, mise en scène Jean-Pierre Grenier, Théâtre des Célestins
- 1956 : Traquenard de Frédéric Valmain d'après James Hadley Chase, mise en scène Jean Dejoux, Théâtre Charles de Rochefort
- 1959 : L'Affaire des poisons de Victorien Sardou, mise en scène Raymond Gérôme, Théâtre Sarah Bernhardt
- 1960 : Piège pour un homme seul de Robert Thomas, mise en scène Jacques Charon, Théâtre des Bouffes-Parisiens
- 1960 : Une femme qui dit la vérité de et mise en scène André Roussin, Théâtre de la Madeleine
- 1962 : L'Archipel Lenoir d'Armand Salacrou, mise en scène Charles Dullin, Théâtre Montparnasse
- 1964 : L'Arme à gauche de Frédéric Valmain, mise en scène Maurice Guillaud, Théâtre Charles de Rochefort
- 1966 : Monsieur Dodd d'Arthur Watkyn, mise en scène Jacques-Henri Duval, Théâtre des Variétés
- 1966 : Les Justes d'Albert Camus, mise en scène Pierre Franck, Théâtre des Célestins